# Museo Sanmartiniano de Tucumán
El Museo Sanmartiniano de Tucumán es un museo de La Ramada, Tucumán, Argentina. Este funciona en el solar histórico de La Ramada de Abajo, donde el general José de San Martín estuvo tres semanas tras contraer una enfermedad pulmonar.

## Historia
Originalmente era una estancia perteneciente a Pedro Bernabé Gramajo, conocida como Hacienda de Las Ramadas. En 1814 San Martín contrajo una afección en el pecho que le hacía vomitar sangre, por lo cual se trasladó a la hacienda en razón del buen clima de la zona. Allí permaneció desde el 28 de abril hasta el 24 de mayo, planificando el plan de independencia continental. Luego de abandonar la hacienda, se fue a Córdoba.
La casa original de adobe donde San Martín residió fue reemplazada por una nueva casona construida en 1880 por Rufino Cossío. En 1944 la casa y sus hectáreas circundantes fueron expropiadas, siendo declarada patrimonio cultural de la provincia en 1976 y Lugar Histórico Nacional. En 2008 comenzó a trabajarse para la concreción de un museo en honor a la estancia del prócer argentino, inaugurando el museo el 16 de marzo de 2010 por el Bicentenario de la Revolución de Mayo.

## Descripción
El edificio del museo se divide en dos cuerpos unidos con muchas galerías. El espacio dispone de salas que narran la vida de San Martín y con imágenes de Tucumán en 1814. Asimismo hay bibliotecas, una sala militar y de iconografía sanmartiniana. En cercanías al museo se ubica la escuela N° 313 Solar Histórico.